# Pál Schmitt
Pál Schmitt (født 13. maj 1942 i Budapest) er en ungarsk idrætsmand, diplomat og politiker for partiet Fidesz. Han var præsident i Ungarn fra 2010 til 2012.

## Fægtekarriere
Fra 1955 til 1977 var Schmitt aktiv som fægter og konkurrerede på internationalt plan. Hans første store resultat kom, da han i 1965 var med til at vinde bronze i kårde for hold ved Universiaden på hjemmebane i Budapest. I 1967 var han med til at vinde VM-bronze, igen på kårdeholdet og han var derpå med på det ungarske kårdehold ved OL 1968 i Mexico City sammen med Zoltán Nemere, Győző Kulcsár, Pál B. Nagy og Csaba Fenyvesi, og holdet vandt alle matcher i indledende pulje. I kvartfinalen besejrede de DDR og i semifinalen Polen, hvorpå de i finalen sejrede 7-4 over verdensmestrene fra Sovjetunionen og dermed fik guld; Sovjetunionen fik sølv og Polen bronze.
I 1969 var han med til at vinde VM-sølv for hold, men i 1970 og 1971 lykkedes det ungarerne med Schmitt at sikre sig VM-guldet.
Ved OL 1972 i München stillede han både op individuelt og på hold. Individuelt nåede han kvartfinalen, mens han i holdkonkurrencen sammen med Kulcsár, Fenyvesi, Sandór Erdős og István Osztrics som fjerdebedst i indledende runde avancerede til kvartfinalen. Her blev Polen besejret 9-1, og i semifinalen sejrede ungarerne med 8-5 over Sovjetunionen, inden Schweiz i finalen blev besejret med 8-4. Dermed genvandt Schmitt og Ungarn guldet, Schweiz fik sølv og Sovjetunionen bronze.
I 1973 var Schmitt med til at vinde VM-sølv og i 1974 blev det VM-bronze. Schmitt var også med på kårdeholdet til OL 1976 i Montreal, hvor Ungarn blev nummer fire.

## Civil karriere
Schmitt studerede økonomi ved Karl Marx økonomiske universitet i Budapest. Han aflagde i 1992 doktorgrad ved Idrætsuniversitetet, men blev i 2012 frataget doktorgraden efter at være blevet fundet skyldig i plagiering.
Han arbejdede fra 1965 til 1981 i hotelbranchen. 

## Politisk karriere
Fra 1981 besatte han en række centrale positioner i ungarsk idræt, blandt andet som direktør for Ungarns nationalstadion, generalsekretær og præsident (1989–2010) i Ungarns Olympiske Komité. Fra 1999 til 2007 var han præsident i World Olympians Association. Schmitt var 1983-2022 medlem af Den Internationale Olympiske Komité. Han har siden været æresmedlem af IOC.
I 1981 blev han også vicesportsminister i Ungarn, og 1993 slog han ind på diplomatiet og var blandt andet Ungarns ambassadør i Spanien og Schweiz. I 2002 stillede han op som borgmesterkandidat i Budapest, men blev ikke valgt. I I 2004 blev Schmitt indvalgt i Europa-Parlamentet. Han vandt genvalg i 2009. I sin tid i Europa-Parlamentet var han en periode en af parlamentets vicepræsidenter. Schmitt blev i 2010 valgt til præsident af Ungarns parlament. Han blev indsat 6. august 2010.
Den 2. april 2012 offentliggjorde han at han gik af som præsident på grund af plagieringsanklagen.
Han var siden blandt andet formand for komiteen til Budapests bud på OL 2024.